# Ніжерадзе Ніна Георгіївна
Ніна Георгіївна Ніжерадзе (нар. 7 серпня 1955) — українська акторка грузинського походження. Народна артистка України (2009), акторка Національного академічного драматичного театру імені Лесі Українки.

## Життєпис
Народилася 7 серпня 1955 року в м Поті, Грузія..
Ніна Ніжерадзе у 1980 року закінчила Державний інститут театрального мистецтва y Москві (майстерня О. Табакова). В інституті зустріла Віктора Сарайкіна, з яким одружилися будучи студентами ДіТМ. З 1980 по 1995 була акторкою Київського академічного театру драми і комедії на лівому березі Дніпра, а з 1 вересня 1995 року — працює у Київському Національному академічному театрі російської драми ім. Лесі Українки(нині  Національний академічний драматичний театр імені Лесі Українки).
2009 року отримала звання народної артистки України.

## Фільмографія
- 2012 — «Істальгія»
- 2011 — «Заграва»
- 2010 — телесеріал «Єфросинія»
- 2010 — «Коли на південь полетять журавлі»
- 2009 — «Повернення Мухтара 5»
- 2008 — «Як знайти ідеал?»
- 2008 — «Сила тяжіння»
- 2007 — «Сьома пелюстка»
- 2006 — «Сестри по крові»
- 2006 — «Повернення Мухтара 3»
- 2005 — «Розлучення і дівоче прізвище»
- 2005 — «Присяжний повірений»
- 2005 — «Міф про ідеального чоловіка»
- 2005 — «Повернення Мухтара 2»
- 2004 — «Російські ліки»
- 2003 — «Овід»